# Arctosa ravida
Espèce
Arctosa ravida est une espèce d'araignées aranéomorphes de la famille des Lycosidae.

## Distribution
Cette espèce se rencontre au Kazakhstan dans les oblys d'Atyraw et de Mañğıstaw et en Russie au Daghestan,.

## Description
La femelle holotype mesure 13 mm.
Les mâles mesurent de 14,1 à 18,1 mm et les femelles de 13 à 17 mm.

## Publication originale
- Ponomarev, 2007 : New spiders (Aranei) from the south-east of Europe. Caucasian Entomological Bulletin, vol. 3, no 1, p. 3-7.